# Цёллер, Гюнтер (философ)
Гюнтер Цёллер (нем. Günter Zöller), родился 10 декабря 1954 года, — современный немецкий философ, профессор философии Мюнхенского университета (ФРГ).
С 1975 по 1979 гг. Гюнтер Цёллер изучал философию, историю искусств и романистику в Боннском университете. В 1979—1980 гг. он стажировался в Париже, где его академическими учителями были Жак Деррида и Мишель Фуко. В 1982 г. Гюнтер Цёллер в Боннском университете защитил докторскую диссертацию, посвященную терминам «объективной реальности» и «объективной значимости» в «Критике чистого разума» Иммануила Канта.
В 1982—1999 гг. Гюнтер Цёллер находился в США, где сначала изучал американскую аналитическую философию в Брауновском университете (Brown University), а с 1984 по 1999 гг. был сначала ассоциированным профессором (Associate Professor), затем полным профессором (Full Professor) и руководителем департамента (Department Chair) философии Айовского университета (University of Iowa). В этот период Гюнтер Цёллер был сооснователем (1985) и вице-президентом (1988—1994) Северо-Американского Кантовского Общества (North American Kant Society), перевёл и издал на английском языке различные сочинения И. Канта, Й. Г. Фихте, А. Шопенгауэра, приглашался с циклами лекций в ведущие американские университеты, например в 1993 г. в Принстонский университет (Princeton University). Под его руководством в Айовском университете было защищено семь докторских диссертаций по философии Канта, Фихте, Шеллинга, Гуссерля.
С 1999 года по настоящее время Гюнтер Цёллер является профессором философии (со специализацией — философия Нового времени) Мюнхенского университета имени Людвига Максимилиана. С 2000 г. он является издателем «Полного Собрания Сочинений Й. Г. Фихте» Баварской Академии наук (Мюнхен), с 2001 г. — членом Комиссии Й. Г. Фихте при Баварской Академии наук, в 2000—2003 гг. — был Президентом Международного Общества Й. Г. Фихте.
Гюнтер Цёллер выступал на международных конференциях, а также с гостевыми докладами и преподавал философию в качестве гостевого профессора в различных университетах (Европа, США, Южная Корея, Австралия, Китай, Россия).
Основными философскими темами исследований и публикаций Гюнтера Цёллера являются Кант, Фихте, Шопенгауэр, Брентано, Гуссерль, Деррида — в историко-философском контексте, а также трансцендентальная философия, философия морали, проблемы интерсубъективности, эстетика и философия искусства — в систематическом отношении.

## Основные работы Гюнтера Цёллера
- Theoretische Gegenstandsbeziehung bei Kant : zur systemat. Bedeutung d. Termini «objektive Realität» u. «objektive Gültigkeit» in d. «Kritik der reinen Vernunft» / Günter Zöller. Berlin ; New York : de Gruyter, 1984. ISBN 3-11-009811-3.
- Figuring the self : subject, absolute, and others in classical German philosophy / David E. Klemm and Günter Zöller, ed. Albany, NY : State Univ. of New York Press, 1997. ISBN 0-7914-3200-9.
- The system of ethics: according to the principles of the Wissenschaftslehre / Johann Gottlieb Fichte. Transl. and ed. by Daniel Breazeale and Günter Zöller. Cambridge, UK : Cambridge Univ. Press, 2005. ISBN 978-0-521-57767-0.
- Fichtes praktische Philosophie : eine systematische Einführung / hrsg. von Hans Georg von Manz und Günter Zöller. Hildesheim ; Zürich ; New York : Olms, 2006. ISBN 3-487-13084-X.
- Johann Gottlieb Fichte. Das Spätwerk (1810—1814) und das Lebenswerk: Beiträge zum Fünften Internationalen Fichte-Kongreß in München vom 14. bis 21. Oktober 2003. In 5 Teilen. Hrsg. von Günter Zöller u. Hans Georg von Manz. Amsterdam, New York: Rodopi, 2006—2009. ISBN 978-90-420-2045-0.

## Переводы работ Гюнтера Цёллера на русский язык
- Цёллер, Гюнтер (Мюнхен, ФРГ): Теория воли в `Наукоучении нова методо` Фихте / Пер. с немецкого Владимир Абашник // Проблема свободи у теоретичній та практичній філософії. Матеріали X Харківських міжнародних Сковородинівських читань (26-27.09.2003 року). В 2 ч. — Харків: «Екограф», 2003. — Ч. 1. — С. 97-103.
- Цёллер, Г. «Абсолютная вера». Знание через незнание в «Наукоучении» Фихте 1805 года / Пер. с немецкого О. А. Коваль, К. В. Лощевский // Вера и знание. Соотношение понятий в классической немецкой философии / Отв. ред. Д. Н. Разеев. — Спб.: Изд. С.-Петербург. ун-та, 2008. — С. 184—198.
- Цёллер, Гюнтер (Мюнхен) Назначение человека в философии Иммануила Канта / Пер. с немецкого Владимир Абашник // Соціально-гуманітарні вектори педагогіки вищої школи. Третя міжнародна наукова конференція (13-14 травня 2011р.) / Харківський Національний технічний університет сільського господарства ім. П. Василенка. Кафедра ЮНЕСКО «Філософія людського спілкування». — Харків: Міськдрук, 2011. — С. 377—382.
- Цёллер Гюнтер, Классическая политическая философия музики / Перевёл с немецкого языка Владимир Абашник // Філософія спілкування: філософія, психологія, соціальна комунікація. – Харків: «Міськдрук», 2013. – №6. – C. 82–85.